# My People Were Fair and Had Sky in Their Hair... But Now They're Content to Wear Stars on Their Brows
My People Were Fair and Had Sky in Their Hair… But Now They're Content to Wear Stars on Their Brows je debutové album anglické rockové skupiny Tyrannosaurus Rex (později známé jako „T. Rex“). Bylo vydáno 5. července 1968.

## Seznam skladeb
Autorem všech skladeb je Marc Bolan.
| Strana 1 | Strana 1                   | Strana 1 |
| Pořadí   | Název                      | Délka    |
| -------- | -------------------------- | -------- |
| 1.       | Hot Rod Mama               | 3:09     |
| 2.       | Scenescof                  | 1:41     |
| 3.       | Child Star                 | 2:52     |
| 4.       | Strange Orchestras         | 1:47     |
| 5.       | Chateau in Virginia Waters | 2:38     |
| 6.       | Dwarfish Trumpet Blues     | 2:47     |

| Strana 2 | Strana 2                           | Strana 2 |
| Pořadí   | Název                              | Délka    |
| -------- | ---------------------------------- | -------- |
| 1.       | Mustang Ford                       | 2:56     |
| 2.       | Afghan Woman                       | 1:59     |
| 3.       | Knight                             | 2:38     |
| 4.       | Graceful Fat Sheba                 | 1:28     |
| 5.       | Wielder of Words                   | 3:19     |
| 6.       | Frowning Atahuallpa (My Inca Love) | 5:55     |

## Obsazení
- Marc Bolan – kytara, vokály
- John Peel – vokály
- Steve Peregrin Took – baskytara, bongo, bicí, gong, perkuse, klavír, Pixiphone, vokály